# Washington Open 1988
Il Washington Open 1988, noto come Sovran Bank Classic per motivi di sponsorizzazione, è stato un torneo di tennis giocato sul cemento. È stata la 20ª edizione del torneo e faceva parte del Nabisco Grand Prix 1988. Si è giocato al William H.G. FitzGerald Tennis Center di Washington negli Stati Uniti dal 18 al 25 luglio 1988.

## Campioni

### Singolare maschile
Jimmy Connors ha battuto in finale  Andrés Gómez con il punteggio di 6–1, 6–4

### Doppio maschile
Rick Leach /  Jim Pugh hanno battuto in finale  Jorge Lozano /  Todd Witsken con il punteggio di 6–3, 6–7, 6–2